# Eremochloa muricata
Eremochloa muricata är en gräsart som först beskrevs av Anders Jahan Retzius, och fick sitt nu gällande namn av Eduard Hackel. Eremochloa muricata ingår i släktet Eremochloa och familjen gräs. Inga underarter finns listade i Catalogue of Life.